# Сутінки. Стоги
«Сутінки. Стоги» (рос. «Сумерки. Стога») — картина російського художника Ісаака Левітана (1860—1900). Картина написана 1899 року, знаходиться в зібранні Державної Третяковської галереї (інв. 5737). Розмір картини — 59,8 × 84,6 см.

## Історія й опис
У пізній період творчості Левітан звертається до спокійних сюжетів. Улюбленим часом для художника стають сутінки та пізній вечір. Теми полів і стогів в пейзажі не нові, до них зверталися й інші художники. Серія зображення стогів Моне надихнула Левітана на колористичні пошуки в кінці 1890-х років. У картині «Сутінки. Стоги» художник навіть звертається до улюбленого мотиву Моне, але робота вирішена в іншому ключі.
Картина «Сутінки. Стоги» — одна з останніх робіт Левітана — була написана в 1899 році в будинку Чехових у Ялті. У книзі Софії Пророкової «Левітан» розповідається історія створення цього твору: 
У кабінеті топився комин. Антон Павлович розгулював, заклавши руки за спину, і журився через те, що йому, природженому жителю півночі, доводиться жити далеко від снігу, беріз і глухих лісів. Левітан попросив Марію Павлівну принести картон, прилаштував його в довгому поглибленні комину. Розмови стихли. Левітан писав. Коли він відійшов від картону, всі побачили місяць, що піднімається за стогами. Немов сильним запахом свіжого сіна повіяло в кімнаті. Рідний пейзаж. Тепер він завжди буде перед очима Чехова, коли він підніме їх від листочків, списаних убористим почерком. Він буде нагадувати про далеку природі півночі та про незрівнянного художника. Картина сподобалася Чехову. Він писав про неї О. Л. Кніппер: «У нас Левітан. На моєму комині він зобразив місячну ніч під час сінокосу. Лука, копиці, вдалині ліс, над усім панує місяць».
Роботу характеризує м'який блакитнувато-зелений колорит, статичність композиції, спокійний мазок, відмова від дрібних подробиць і узагальнення форми. Холодна гама багата на сіро-блакитні та синьо-зелені відтінки. Левітан не відмовляється від плановості і будує композицію врівноваженою, визначаючи композиційним центром місяць на небі, від якого виходить легке світло. Згладженим великим мазком Левітан домагається характерного для цього часу доби відчуття спокою і тиші. М'який, багатий на відтінки колорит повністю передає умиротворений настрій і спокійний стан природи.

## Відгуки
Мистецтвознавець Олексій Федоров-Давидов писав:
«Після дощу. Пльос», «Березень» та «Сутінки. Стоги» можна назвати характерними творами, що відзначають, як віхи, внутрішню й зовнішню живописну еволюцію левітанівської творчості. Спрощуючи, часом стилізуючи форми в своїх пізніх полотнах, Левітан залишається до кінця реалістом. Форми дерев, хат, стогів, які видаються ледь наміченими, насправді передані дуже вірно. Тут у Левітана, як і у Сєрова, в основі завжди точний малюнок і впевнений, виразний мазок. Це спрощення, але таке, яке досягається лише величезним знанням предмета зображення і вірним, тренованим оком, дисципліною малюнка й живопису.
Мистецтвознавець Фаїна Мальцева відзначала:
У поєднанні ліричного й епічного начала вміщені неповторне зачарування та зворушлива ніжність пейзажу «Сутінки. Стоги». Сила впливу цього твору здається невичерпною саме тому, що він здатен викликати широке коло життєвих асоціацій і разом з тим донести до глядача ліричні почуття, пережиті пейзажистом перед обличчям натури.